# Pantheon (kolejka górska)
Pantheon – stalowa kolejka górska typu multi-launched coaster firmy Intamin otwarta 25 marca 2022 roku w parku Busch Gardens Williamsburg w Stanach Zjednoczonych, w strefie Festa Italia.

## Historia
Na początku 2019 roku park zasugerował, że trwają pracę nad budową nowej atrakcji pod roboczą nazwą Project MMXX. Projekt ten powstał po porzuceniu planów budowy znacznie wyższej atrakcji, znanej nieoficjalnie pod nazwą Project Madrid. Park wystąpił wtedy do lokalnych władz o pozwolenie na budowę kolejki górskiej o wysokości do 96 m (315 ft). Ostateczna zmiana planów została potwierdzona w dniu 14 maja 2019 roku na spotkaniu przedstawicieli parku z radą miasta James City.
30 lipca 2019 roku park oficjalnie ogłosił budowę nowej kolejki górskiej pod nazwą Pantheon.
19 listopada 2019 roku park podał szczegóły techniczne dotyczące nowej atrakcji, w tym wysokość, maksymalną prędkość 117,5 km/h i kąt pierwszego spadku, wynoszący 95°.
Pod koniec listopada 2019 roku pociąg roller coastera został zaprezentowany w ramach branżowych targów IAAPA.
26 lutego 2020 roku zainstalowany został ostatni element toru roller coastera.
2 marca 2020 roku na torze kolejki umieszczony został pierwszy z dwóch pociągów kolejki.
29 lipca 2020 roku operator parku Busch Gardens Williamsburg, SeaWorld Parks & Entertainment, zapowiedział przełożenie otwarcia wszystkich atrakcji będących w budowie w 2020 roku na sezon 2021 w związku z rozwijającą się sytuacją epidemiczną.
Ze względu na utrzymujący się stan pandemii również termin otwarcia w sezonie 2021 nie mógł być dotrzymany. Dopiero 24 stycznia 2022 roku park ogłosił otwarcie roller coastera w dniu 25 marca 2022 roku, przy czym posiadacze biletów sezonowych mogli skorzystać z kolejki już dwa tygodnie wcześniej.
25 marca 2022 roku roller coaster został oddany do użytku wszystkich gości parku.

## Opis przejazdu
Pociąg opuszcza stację, skręca o 90° w lewo, pokonuje z niewielką prędkością slalom, po czym zostaje przyspieszony po raz pierwszy do prędkości 58 km/h przy pomocy napędu LSM, pokonuje pierwszą inwersję (zero-g-roll) i skręca o 270° w prawo. Następnie pociąg przejeżdża przez niewielkie wzniesienie z bocznym pochyleniem w lewo, skręca o 45° w prawo i poprzez szybką zwrotnicę wjeżdża na drugi tor startowy. Na torze tym zostaje trzykrotnie przyspieszony, poruszając się w przód (80,5 km/h), w tył (98 km/h) i znowu w przód (108 km/h), przy pomocy napędu LSM. W trakcie przyspieszania pociąg trzykrotnie pokonuje niewielkie wzniesienie z przeciążeniami ujemnymi (ejector airtime) oraz wjeżdża tyłem na pionowy odcinek toru (spike). Pociąg wjeżdża przodem na najwyższe wzniesienie – tzw. top hat – o wysokości 54,3 m, z którego zjeżdża pod kątem 95°, osiągając największą prędkość 117,5 km/h, skręca o 90° w prawo, po czym przejeżdża przez kolejne duże wzniesienie z jednoczesnym pochyleniem w lewo. Następnie znów skręca o 90° w prawo, po czym przejeżdża przez drugą inwersję: zero-g-stall, który stanowi niskie wzniesienie z nieważkością pokonywane w pozycji odwróconej. Pociąg skręca następnie o 90° w lewo, pokonuje slalom z dużą prędkością, ostatnie wzniesienie z przechyleniem w prawo, zostaje wyhamowany i wraca na stację.

## Tematyzacja
Tematyzacja kolejki nawiązuje do bogów z mitologii rzymskiej. Poszczególne elementy toru roller coastera otrzymały imiona bóstw: Jowisza, Neptuna, Merkurego, Plutona i Minerwy. Tor kolejki w kolorze złotym, podpory białe.

## Miejsce w rankingach
| Golden Ticket Awards – Top 50 stalowych kolejek górskich | Golden Ticket Awards – Top 50 stalowych kolejek górskich | Golden Ticket Awards – Top 50 stalowych kolejek górskich |
| -------------------------------------------------------- | -------------------------------------------------------- | -------------------------------------------------------- |
| 2022                                                     | 2023                                                     | 2024                                                     |
| 43                                                       | 49                                                       | –                                                        |